# آندریا گواتلی
آندریا گواتلی (انگلیسی: Andrea Guatelli؛ زادهٔ ۵ مهٔ ۱۹۸۴) بازیکن فوتبال اهل ایتالیا است.
از باشگاه‌هایی که در آن بازی کرده‌است می‌توان به باشگاه فوتبال پورتسموث، باشگاه فوتبال زوریخ، باشگاه فوتبال پارما، باشگاه فوتبال آکسفورد یونایتد، و باشگاه فوتبال کیاسو اشاره کرد.